# Pseudaulacaspis momi
Pseudaulacaspis momi är en insektsart som först beskrevs av Kuwana 1931.  Pseudaulacaspis momi ingår i släktet Pseudaulacaspis och familjen pansarsköldlöss. Inga underarter finns listade i Catalogue of Life.